# Courcôme (Courcôme)
Courcôme ist eine Ortschaft und eine ehemalige französische Gemeinde mit 405 Einwohnern (Stand: 1. Januar 2022) im Département Charente in der Region Nouvelle-Aquitaine (vor 2016: Poitou-Charentes).
Mit Wirkung vom 1. Januar 2019 wurden die ehemaligen Gemeinden Courcôme, Villegats und Tuzie zur namensgleichen Commune nouvelle Courcôme zusammengeschlossen und haben in der neuen Gemeinde der Status einer Commune déléguée. Der Verwaltungssitz befindet sich im Ort Courcôme.

## Lage
Der Ort befindet sich etwa 47 Kilometer (Fahrtstrecke) nördlich der Stadt Angoulême; bis nach Poitiers sind es rund 75 Kilometer in nordöstlicher Richtung.
Nachbarorte sind Raix im Nordwesten, La Faye im Norden, Villegats im Osten, Tuzie im Südosten, Charmé im Süden, Bessé im Südwesten, Souvigné im Westen.

## Bevölkerungsentwicklung
| Jahr      | 1962 | 1968 | 1975 | 1982 | 1990 | 1999 | 2008 | 2015 |
| --------- | ---- | ---- | ---- | ---- | ---- | ---- | ---- | ---- |
| Einwohner | 485  | 445  | 395  | 394  | 391  | 421  | 429  | 418  |

## Geschichte
Die Gegend war schon in der Jungsteinzeit besiedelt; keltische, römische oder gallorömische Funde wurden bislang nicht gemacht. Das ehemals zur historischen Provinz des Poitou gehörende Gebiet wurde im 11. oder 12. Jahrhundert von den Grafen von Angoulême annektiert. Die im 12. Jahrhundert entstandene Kirche scheint zu einem Priorat gehört zu haben. Über Zerstörungen in der Zeit des Hundertjährigen Krieges (1337–1453) oder der Hugenottenkriege (1562–1598) ist nichts bekannt.

## Sehenswürdigkeiten

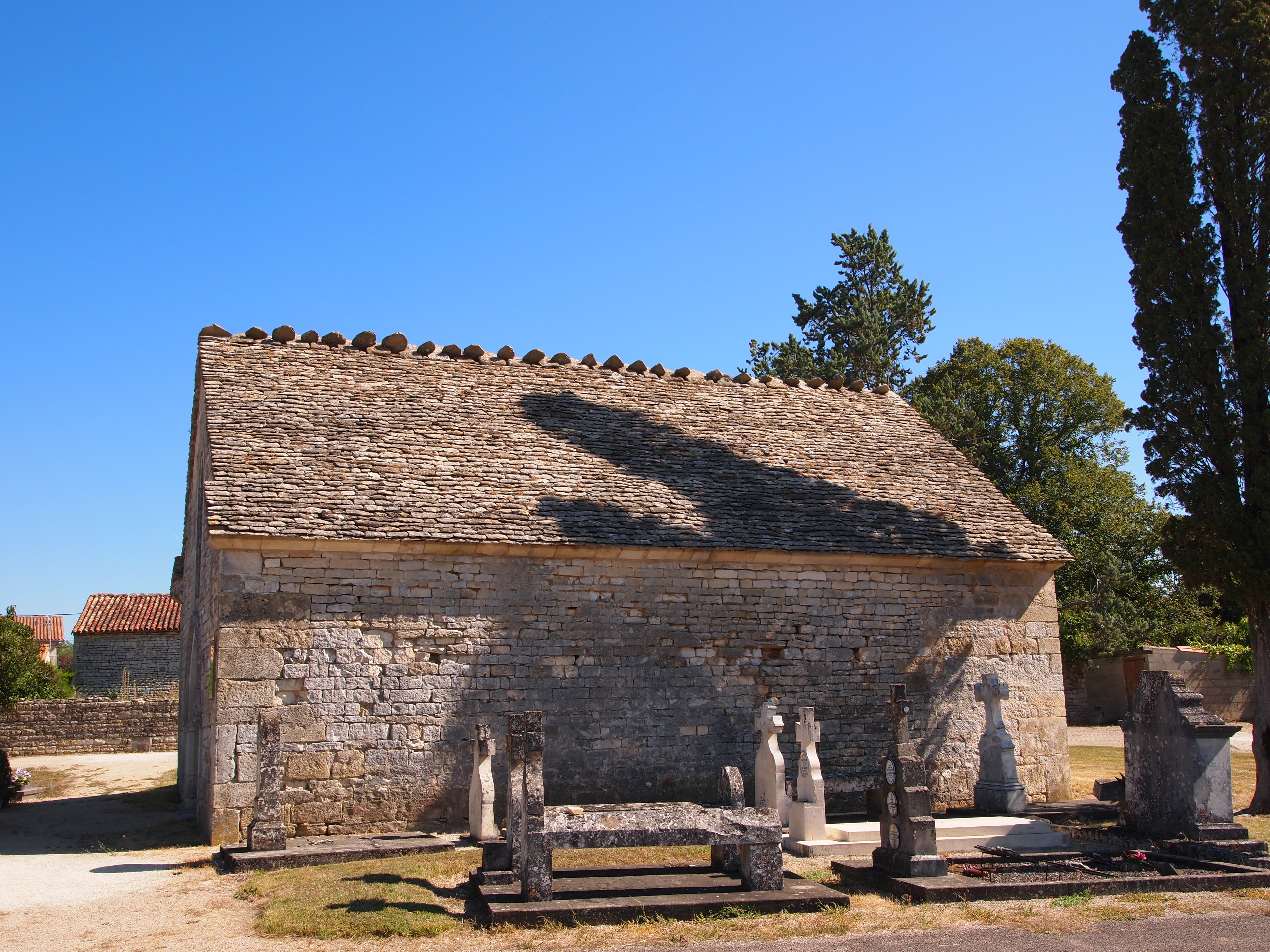
Friedhofskapelle

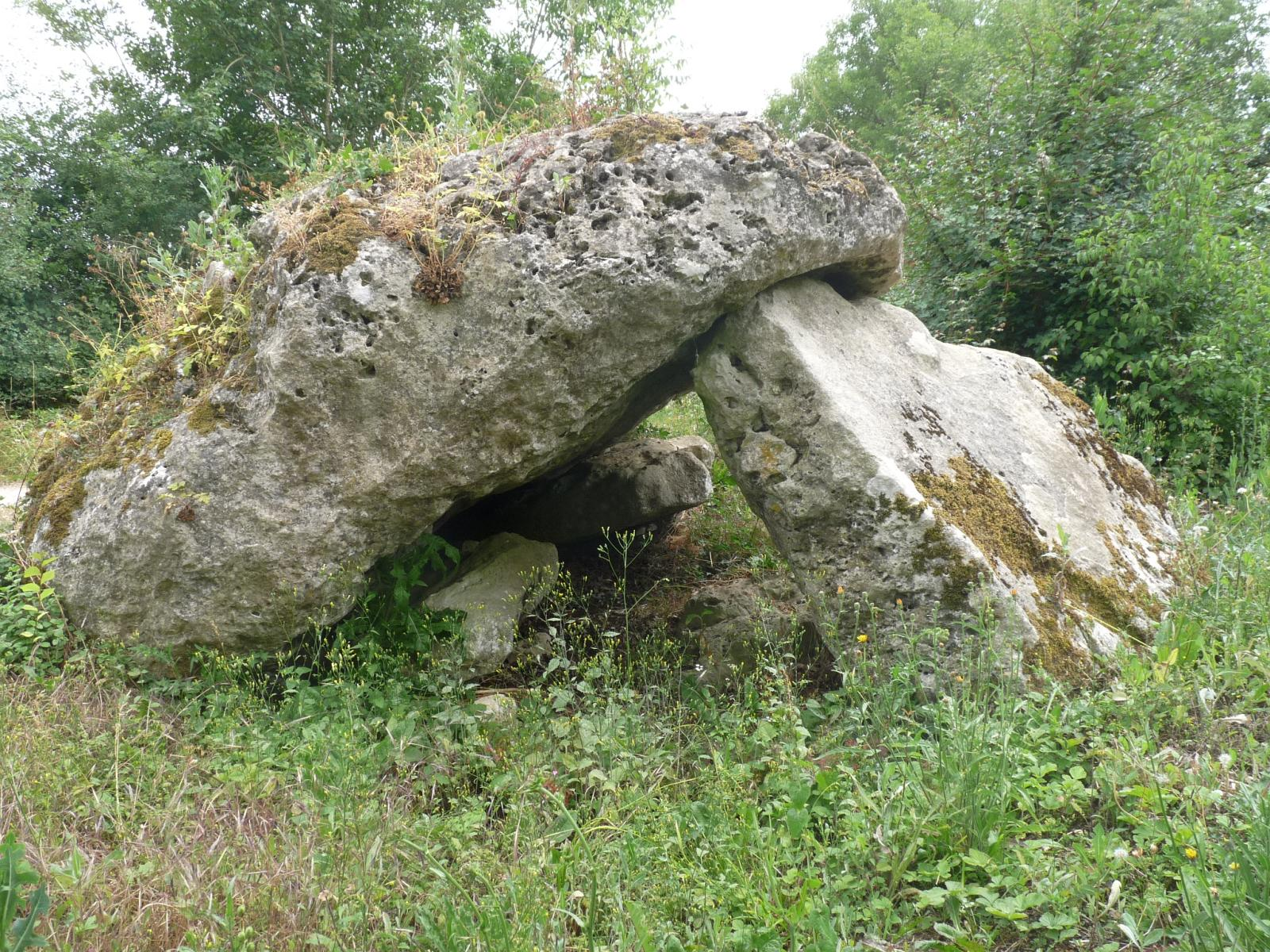
Dolmen de Magné

- Die ehemalige Prioratskirche und heutige Pfarrkirche Notre-Dame ist ein imposanter, aus Hausteinen gemauerter einschiffiger Bau des ausgehenden 11. und beginnenden 12. Jahrhunderts mit einem langgestreckten Chor mit einer reich gegliederten Apsis, einem in ähnlicher Weise gegliederten Vierungsturm, einem Querschiff (Transept) mit zwei Apsiden und einer repräsentativen Portalgestaltung in Form eines Triumphbogenschemas auf der Westseite. Mit Ausnahme des Konsolenfrieses über der Portalzone fehlen figürliche Zierelemente. Im 15. Jahrhundert wurde auf der Südseite der Kirche ein mit einem offenen Dachstuhl gedecktes Seitenschiff hinzugefügt, dessen Außenwand durch mächtige Strebepfeiler stabilisiert wird. Das tonnengewölbte Kirchenschiff ist durch Gurtbögen und Blendarkaden gegliedert; unter dem Vierungsturm befindet sich eine oktogonale Kuppel, deren Ecken von Trompen gestützt werden. Die durch gelaibte Fenster mit eingestellten Säulen gliederte Mittelapsis zeigt die übliche Kalottenwölbung; die seitlichen Apsiden sind dagegen ungegliedert. Die Halbsäulen des Kirchenschiffs enden in romanischen Kapitellen. Der Kirchenbau ist seit dem Jahr 1881 als Monument historique anerkannt.[2]
- Die schlichte, aber ebenfalls aus Hausteinen errichtete Friedhofskapelle stammt aus dem 17. Jahrhundert; ihr Dach ist mit Steinschindeln (lauzes) gedeckt, die sich im First verzahnen. Das rückwärtige Fenster wurde vermauert. Die Kapelle ist seit 1979 als Monument historique anerkannt.[3]
- Auf einem kubischen Sockel über einer runden abgetreppten Basis auf dem Friedhof steht ein Kreuz, welches sowohl als Friedhofskreuz (croix cimetière) als auch als Hosianna-Kreuz (croix hosannière) bezeichnet werden kann.

außerhalb
- Der nur noch aus einem Tragstein und einem gekippten Deckenstein bestehende Dolmen de Magné (45° 58′ 44″ N, 0° 6′ 19″ O) war ehemals Teil einer aus mehreren Megalithbauten bestehenden Nekropole, die jedoch im 19. und frühen 20. Jahrhundert zerstört wurde. Der verbliebene Dolmen wurde im Jahr 1930 als Monument historique anerkannt.[4]